# Стафаж

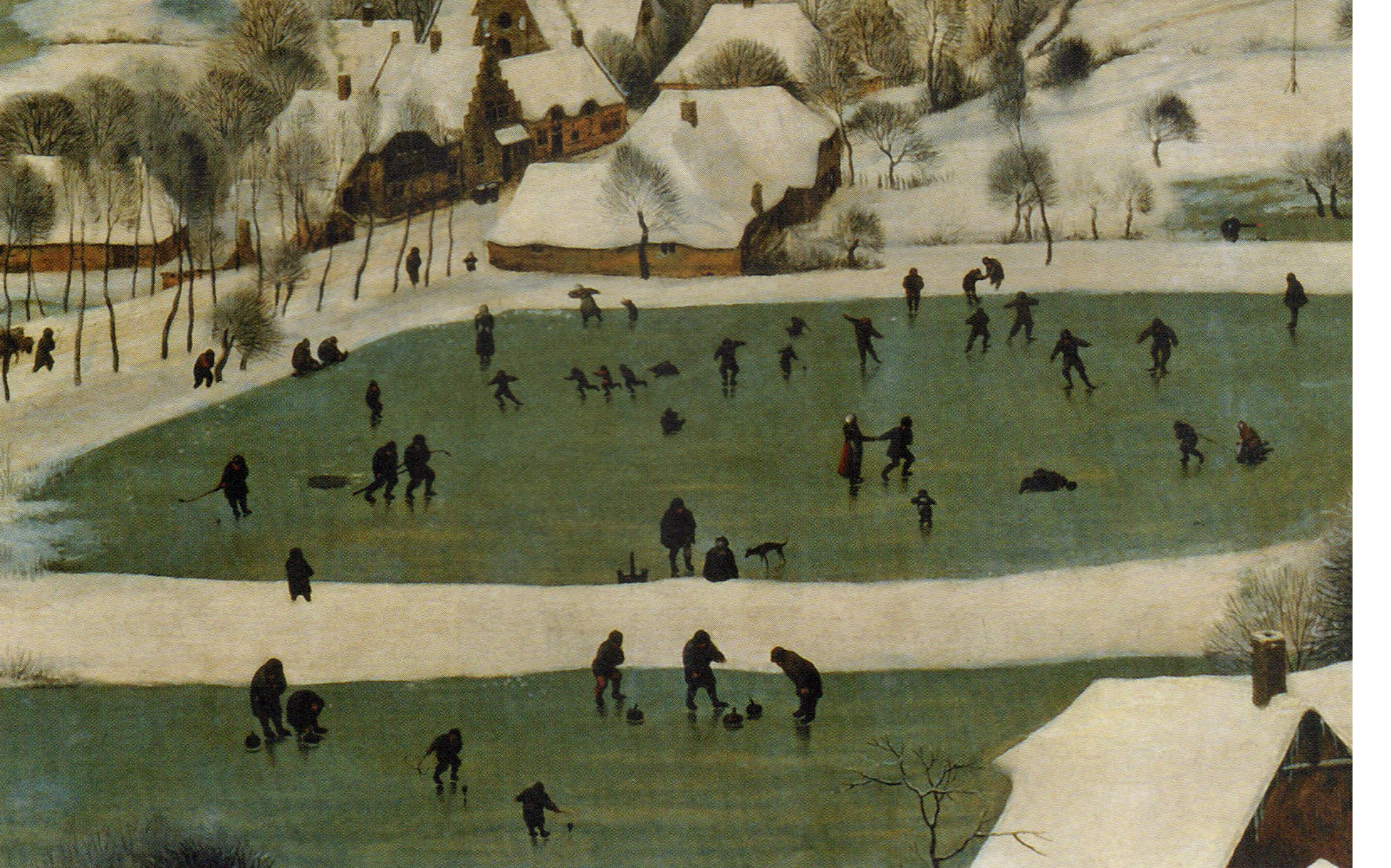
Пітер Брейгель Старший. « Мисливці на снігу », натовп на льоду ставка, фрагмент зі стафажем.

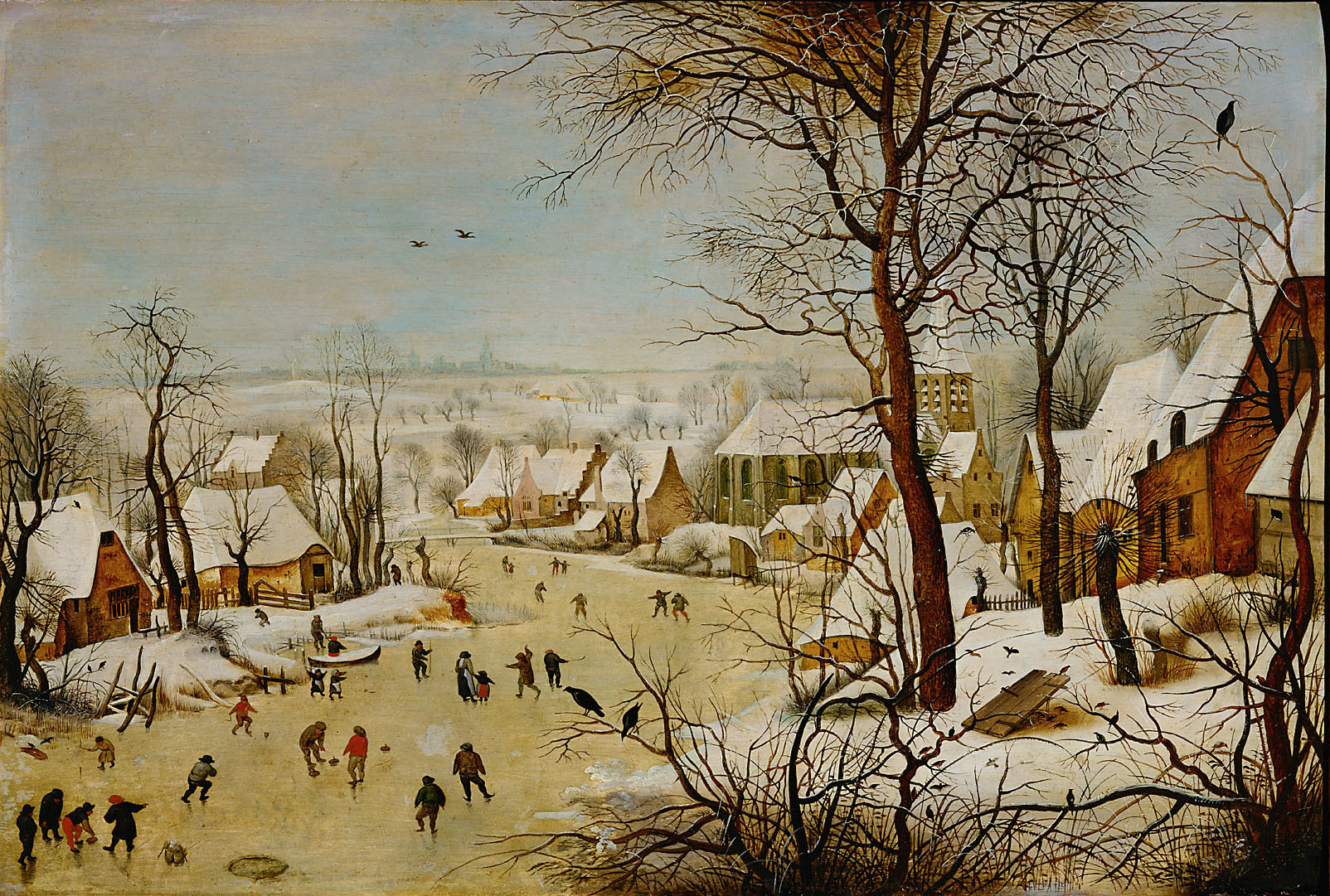
Зимовий пейзаж Пітера Брейгеля Старшого (1565)

Стафа́ж (нім. Staffage) — сюжетно незначні чи дрібномасштабні зображення людей або тварин у живописних і графічних творах, переважно пейзажного характеру.  
Стафаж був особливо поширений у творах західноєвропейських художників XVI — XVII століть. 
Фігури тварин і людей, сюжетно незначні, виконують важливу роль оживлення, обжитості порожніх пейзажів чи зображень міст і сіл. Внесок Стафажа дозволяв порівнювати масштаб споруд, висоту дерев в порівнянні з розмірами тварин чи зростом людських фігур. У талановитих митців стафаж міг цікаво ритмізувати композицію, підкреслити її глибину і перспективні скорочення. Стафаж в картинах Пітера Брейгеля Старшого поєднаний в групи і за бажання міг бути сюжетами окремих картин, настільки щедро ними насичені картини митця.  
Збільшення фігур людей і тварин перетворює композицію на побутовий жанр. Той же Пітер Брейгель Старший майстерно поєднав збільшення фігур людей і тварин зі стафажем в картині «Мисливці на снігу», відмовившись від схематизації стафажу, не втративши виразності жодного з елементів твору.
Стафаж — важлива частина креслень архітектора. Але подані фасади чи інтер'єри головують в них, тому стафаж подають схематизовано, спрощено, його роль — наочно подати масштаб. Окрім стафажу архітектурна графіка використовує також і антураж, тобто зображення дерев, кущів, машин в схематизованому вигляді. Це підсилює виразність архітектурної графіки, сприяє наочності майбутньої споруди і може спонукати до створення штучного ландшафту,  саду або парку.

## Дивись також
- Антураж
- Екстер'єр

## Джерело
- Українська радянська енциклопедія : у 12 т. / гол. ред. М. П. Бажан ; редкол.: О. К. Антонов та ін. — 2-ге вид. — К. : Головна редакція УРЕ, 1974–1985., Том 10., К., 1983, стор. 521
- «Популярная художественная энциклопедия.» Под ред. Полевого В.М.; М.: Издательство "Советская энциклопедия", 1986